# اچ‌ام‌تی فایرفلای
اچ‌ام‌تی فایرفلای (به انگلیسی: HMT Firefly) یک کشتی بود که طول آن 44.2 m pp بود. این کشتی در سال ۱۹۳۰ ساخته شد.